# Gradojevići
Gradojevići su naseljeno mjesto u općini Foči, Republika Srpska, BiH. Popisano je kao samostalno naselje na popisu 1961., a na kasnijim popisima ne pojavljuje se, jer je 1962. pripojeno Kunovu (Sl.list NRBiH, br.47/62).
Nalaze se na granici s Crnom Gorom, na lijevoj obali rijeke Ćehotine, nedaleko od ušća Kržavske rijeke u Ćehotinu.

## Stanovništvo
| Narod     | Popis 1961. |
| --------- | ----------- |
| Hrvati    |             |
| Muslimani | 39          |
| Srbi      | 1           |
| ostali    |             |
| Ukupno    | 40          |